# Бошен (Лоар и Шер)
Бошен (фр. Beauchêne) насеље је и општина у централној Француској у региону Центар (регион), у департману Лоар и Шер која припада префектури Вандом.
По подацима из 2011. године у општини је живело 169 становника, а густина насељености је износила 16,77 становника/km². Општина се простире на површини од 10,08 km². Налази се на средњој надморској висини од 176 метара (максималној 205 m, а минималној 164 m).

## Демографија
| 1962. | 1968. | 1975. | 1982. | 1990. | 1999. | 2011. |
| ----- | ----- | ----- | ----- | ----- | ----- | ----- |
| 205   | 234   | 183   | 144   | 117   | 142   | 169   |

График промене броја становника у току последњих година